# Erites rotundata
Erites rotundata är en fjärilsart som beskrevs av De Nicéville 1893. Erites rotundata ingår i släktet Erites och familjen praktfjärilar. Inga underarter finns listade i Catalogue of Life.